# 1996–1997-es UEFA-bajnokok ligája
Az 1996–1997-es UEFA-bajnokok ligája a legrangosabb európai nemzetközi labdarúgókupa, mely jelenlegi nevén 5., jogelődjeivel együttvéve 42. alkalommal került kiírásra. A döntőnek a müncheni Olimpiai Stadion adott otthont. A győztes a német Borussia Dortmund lett története során először. A Dortmund a harmadik német csapat, amely BEK-et, vagy BL-t tudott nyerni. A döntőben a címvédő Juventus ellen győztek. A mérkőzést Puhl Sándor vezette.

## Selejtezők
A selejtezőben 16 csapat vett részt. A párosítások győztesei a csoportkörbe jutottak. Az első mérkőzéseket 1996. augusztus 7-én, a visszavágókat augusztus 21-én játszották.
| 1. csapat        | Össz.Tooltip Aggregate score | 2. csapat             | 1. mérk. | 2. mérk.   |
| ---------------- | ---------------------------- | --------------------- | -------- | ---------- |
| Makkabi Tel-Aviv | 1–2                          | Fenerbahçe SK         | 0–1      | 1–1        |
| Rangers          | 10–3                         | Alanyija Vlagyikavkaz | 3–1      | 7–2        |
| Panathinaikósz   | 1–3                          | Rosenborg             | 1–0      | 0–3 (h.u.) |
| IFK Göteborg     | 4–1                          | Ferencváros           | 3–0      | 1–1        |
| Widzew Łódź      | 4–4 (i.g.)                   | Brøndby               | 2–1      | 2–3        |
| Grasshopper      | 6–0                          | Slavia Praha          | 5–0      | 1–0        |
| Club Brugge      | 2–5                          | Steaua București      | 2–2      | 0–3        |
| Rapid Wien       | 6–2                          | Dinamo Kijiv          | 2–0      | 4–2        |

## Csoportkör
A csoportkörben 16 csapat vett részt. A csoportokban a csapatok körmérkőzéses, oda-visszavágós rendszerben mérkőztek meg egymással. A csoportok első két helyén záró csapat az egyenes kieséses szakaszba jutott, a harmadik és negyedik helyezettek kiestek.
A mérkőzéseket 1996. szeptember 11. és december 4. között játszották le.

### A csoport
| Hely. | Csapat      | M | Gy | D | V | G+ | G– | Gk | P  | Továbbjutás                                |     | AUX | AJX | GRA | RAN |
| ----- | ----------- | - | -- | - | - | -- | -- | -- | -- | ------------------------------------------ | --- | --- | --- | --- | --- |
| 1.    | AJ Auxerre  | 6 | 4  | 0 | 2 | 8  | 7  | +1 | 12 | Továbbjutott az egyenes kieséses szakaszba |     | —   | 0–1 | 1–0 | 2–1 |
| 2.    | Ajax        | 6 | 4  | 0 | 2 | 8  | 4  | +4 | 12 | Továbbjutott az egyenes kieséses szakaszba |     | 1–2 | —   | 0–1 | 4–1 |
| 3.    | Grasshopper | 6 | 3  | 0 | 3 | 8  | 5  | +3 | 9  |                                            |     | 3–1 | 0–1 | —   | 3–0 |
| 4.    | Rangers     | 6 | 1  | 0 | 5 | 5  | 13 | −8 | 3  |                                            | 1–2 | 0–1 | 2–1 | —   |     |

### B csoport
| Hely. | Csapat             | M | Gy | D | V | G+ | G– | Gk  | P  | Továbbjutás                                |     | ATM | DOR | WID | STE |
| ----- | ------------------ | - | -- | - | - | -- | -- | --- | -- | ------------------------------------------ | --- | --- | --- | --- | --- |
| 1.    | Atlético de Madrid | 6 | 4  | 1 | 1 | 12 | 4  | +8  | 13 | Továbbjutott az egyenes kieséses szakaszba |     | —   | 0–1 | 1–0 | 4–0 |
| 2.    | Borussia Dortmund  | 6 | 4  | 1 | 1 | 14 | 8  | +6  | 13 | Továbbjutott az egyenes kieséses szakaszba |     | 1–2 | —   | 2–1 | 5–3 |
| 3.    | Widzew Łódź        | 6 | 1  | 1 | 4 | 6  | 10 | −4  | 4  |                                            |     | 1–4 | 2–2 | —   | 2–0 |
| 4.    | Steaua București   | 6 | 1  | 1 | 4 | 5  | 15 | −10 | 4  |                                            | 1–1 | 0–3 | 1–0 | —   |     |

### C csoport
| Hely. | Csapat            | M | Gy | D | V | G+ | G– | Gk  | P  | Továbbjutás                                |     | JUV | MUN | FEN | RWI |
| ----- | ----------------- | - | -- | - | - | -- | -- | --- | -- | ------------------------------------------ | --- | --- | --- | --- | --- |
| 1.    | Juventus          | 6 | 5  | 1 | 0 | 11 | 1  | +10 | 16 | Továbbjutott az egyenes kieséses szakaszba |     | —   | 1–0 | 2–0 | 5–0 |
| 2.    | Manchester United | 6 | 3  | 0 | 3 | 6  | 3  | +3  | 9  | Továbbjutott az egyenes kieséses szakaszba |     | 0–1 | —   | 0–1 | 2–0 |
| 3.    | Fenerbahçe SK     | 6 | 2  | 1 | 3 | 3  | 6  | −3  | 7  |                                            |     | 0–1 | 0–2 | —   | 1–0 |
| 4.    | Rapid Wien        | 6 | 0  | 2 | 4 | 2  | 12 | −10 | 2  |                                            | 1–1 | 0–2 | 1–1 | —   |     |

### D csoport
| Hely. | Csapat       | M | Gy | D | V | G+ | G– | Gk | P  | Továbbjutás                                |     | POR | ROS | MIL | GOT |
| ----- | ------------ | - | -- | - | - | -- | -- | -- | -- | ------------------------------------------ | --- | --- | --- | --- | --- |
| 1.    | FC Porto     | 6 | 5  | 1 | 0 | 12 | 4  | +8 | 16 | Továbbjutott az egyenes kieséses szakaszba |     | —   | 3–0 | 1–1 | 2–1 |
| 2.    | Rosenborg    | 6 | 3  | 0 | 3 | 7  | 11 | −4 | 9  | Továbbjutott az egyenes kieséses szakaszba |     | 0–1 | —   | 1–4 | 1–0 |
| 3.    | AC Milan     | 6 | 2  | 1 | 3 | 13 | 11 | +2 | 7  |                                            |     | 2–3 | 1–2 | —   | 4–2 |
| 4.    | IFK Göteborg | 6 | 1  | 0 | 5 | 7  | 13 | −6 | 3  |                                            | 0–2 | 2–3 | 2–1 | —   |     |

## Egyenes kieséses szakasz
Az egyenes kieséses szakaszban az a nyolc csapat vett részt, amelyek a csoportkör során a saját csoportjuk első két helyének valamelyikén végeztek.
|  | Negyeddöntők       | Negyeddöntők       | Negyeddöntők      | Negyeddöntők      | Negyeddöntők |   |                   | Elődöntők         | Elődöntők | Elődöntők | Elődöntők | Elődöntők |  |  | Döntő | Döntő | Döntő |  |
|  |                    |                    |                   |                   |              |   |                   |                   |           |           |           |           |  |  |       |       |       |  |
|  | Borussia Dortmund  | Borussia Dortmund  | 3                 | 1                 | 4            |   |                   |                   |           |           |           |           |  |  |       |       |       |  |
|  | Borussia Dortmund  | Borussia Dortmund  | 3                 | 1                 | 4            |   |                   |                   |           |           |           |           |  |  |       |       |       |  |
|  | Auxerre            | Auxerre            | 1                 | 0                 | 1            |   |                   |                   |           |           |           |           |  |  |       |       |       |  |
|  | Auxerre            | Auxerre            | 1                 | 0                 | 1            |   | Borussia Dortmund | Borussia Dortmund | 1         | 1         | 2         |           |  |  |       |       |       |  |
|  |                    |                    |                   |                   |              |   | Borussia Dortmund | Borussia Dortmund | 1         | 1         | 2         |           |  |  |       |       |       |  |
|  |                    |                    | Manchester United | Manchester United | 0            | 0 | 2                 |                   |           |           |           |           |  |  |       |       |       |  |
|  | Manchester United  | Manchester United  | Manchester United | Manchester United | 0            | 0 | 2                 | 4                 | 0         | 4         |           |           |  |  |       |       |       |  |
|  | Manchester United  | Manchester United  |                   |                   |              |   |                   |                   |           | 4         |           |           |  |  |       |       |       |  |
|  | Porto              | Porto              | 0                 | 0                 | 0            |   |                   |                   |           |           |           |           |  |  |       |       |       |  |
|  | Porto              | Porto              | 0                 | 0                 | 0            |   | Borussia Dortmund | Borussia Dortmund | 3         |           |           |           |  |  |       |       |       |  |
|  |                    |                    |                   |                   |              |   |                   |                   |           |           |           |           |  |  |       |       |       |  |
|  |                    |                    | Juventus          | Juventus          | 1            |   |                   |                   |           |           |           |           |  |  |       |       |       |  |
|  | Ajax               | Ajax               | Juventus          | Juventus          | 1            | 1 | 3                 | 4                 |           |           |           |           |  |  |       |       |       |  |
|  | Ajax               | Ajax               |                   |                   |              |   |                   | 4                 |           |           |           |           |  |  |       |       |       |  |
|  | Atlético de Madrid | Atlético de Madrid | 1                 | 2                 | 3            |   |                   |                   |           |           |           |           |  |  |       |       |       |  |
|  | Atlético de Madrid | Atlético de Madrid | 1                 | 2                 | 3            |   | Ajax              | Ajax              | 1         | 1         | 2         |           |  |  |       |       |       |  |
|  |                    |                    |                   |                   |              |   | Ajax              | Ajax              | 1         | 1         | 2         |           |  |  |       |       |       |  |
|  |                    |                    | Juventus          | Juventus          | 2            | 4 | 6                 |                   |           |           |           |           |  |  |       |       |       |  |
|  | Rosenborg          | Rosenborg          | Juventus          | Juventus          | 2            | 4 | 6                 | 1                 | 0         | 1         |           |           |  |  |       |       |       |  |
|  | Rosenborg          | Rosenborg          |                   |                   |              |   |                   |                   |           | 1         |           |           |  |  |       |       |       |  |
|  | Juventus           | Juventus           | 1                 | 2                 | 3            |   |                   |                   |           |           |           |           |  |  |       |       |       |  |

### Negyeddöntők
Az első mérkőzéseket 1997. március 5-én, a visszavágókat március 19-én játszották.
| 1. csapat         | Össz.Tooltip Aggregate score | 2. csapat          | 1. mérk. | 2. mérk.   |
| ----------------- | ---------------------------- | ------------------ | -------- | ---------- |
| Borussia Dortmund | 4–1                          | AJ Auxerre         | 3–1      | 1–0        |
| Manchester United | 4–0                          | FC Porto           | 4–0      | 0–0        |
| Ajax              | 4–3                          | Atlético de Madrid | 1–1      | 3–2 (h.u.) |
| Rosenborg         | 1–3                          | Juventus           | 1–1      | 0–2        |

### Elődöntők
Az első mérkőzéseket 1997. április 9-én, a visszavágókat április 23-án játszották.
| 1. csapat         | Össz.Tooltip Aggregate score | 2. csapat         | 1. mérk. | 2. mérk. |
| ----------------- | ---------------------------- | ----------------- | -------- | -------- |
| Borussia Dortmund | 2–0                          | Manchester United | 1–0      | 1–0      |
| Ajax              | 2–6                          | Juventus          | 1–2      | 1–4      |

### Döntő
| 1997. május 28. 20:30 |

| Borussia Dortmund         | 3–1               | Juventus      |
| ------------------------- | ----------------- | ------------- |
| Riedle 29' 34' Ricken 71' | (2–0) Jegyzőkönyv | Del Piero 65' |

| Olimpiai Stadion, München Nézőszám: 59 000 Játékvezető: Puhl Sándor (magyar) |

| Az 1996–1997-es UEFA-bajnokok ligája győztese |
| --------------------------------------------- |
| Borussia Dortmund 1. cím                      |